# تای اسمایل
تای اسمایل (به انگلیسی: Thai Smile) یک شرکت هواپیمایی با کد یاتا WE است که در ۱ مه ۲۰۱۱ میلادی تأسیس شده و در ۷ ژوئیه ۲۰۱۲ فعالیتش را آغاز کرده‌است. قطب تای اسمایل در فرودگاه بین‌المللی سووارنابومی قرار دارد.